# Pontiac GTO
Pour les articles homonymes, voir GTO.
La Pontiac GTO est une automobile sportive du constructeur automobile américain Pontiac, filiale de General Motors. Apparue comme un sous-modèle performant de la Pontiac LeMans, elle est souvent considérée comme le premier muscle car de l'histoire de l'automobile.
Elle est le premier modèle de l'histoire automobile à recevoir des pare-chocs en plastique teintés dans la masse, en 1968.

## Historique

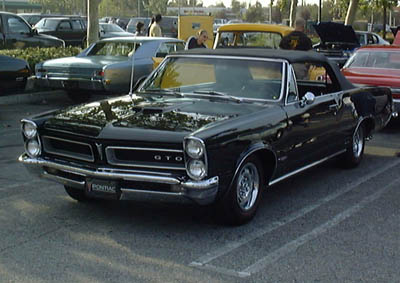
La GTO de première génération (1965)

En 1963, General Motors interdit à toutes ses divisions de faire participer les voitures qu’ils manufacturent à des courses automobiles. En d’autres mots, le développement de voitures de classe intermédiaire ayant un moteur de cylindrée supérieure à 5 408 cm3 est proscrit.
Souhaitant sauvegarder l’image de performance de la marque Pontiac, Pete Estes, à l’époque directeur général, et John DeLorean, ingénieur en chef, commencent à faire des expérimentations sur le modèle de type intermédiaire Tempest, un modèle introduit en 1961 mais qui n'a pas connu le succès au niveau des ventes. Ils essayent d'abord un moteur V8 de 5,3 L à carburateur quatre-corps et sont agréablement surpris des performances de la voiture grâce à la légèreté de la carrosserie. Par la suite ils y installent un V8 6,4 L de 325 ch et un V8 6,9 L, rendant la voiture encore plus rapide.

### Motorisations
En 1964, satisfaits de leurs essais, ils décident d’offrir la nouvelle option sur la Tempest, qui vient de changer de plateforme. À part un gros moteur V8 (le 6,4 L développant 325 ou 348 ch selon la carburation), la voiture reçoit une suspension et des freins plus robustes pour mieux contrôler la puissance additionnelle. Une transmission manuelle Hurst à trois rapports est standard. En option, l'acheteur peut choisir entre deux transmissions manuelles à quatre rapports (à ratio rapproché ou éloigné) et une automatique à trois rapports basée sur le Turbo Hydra-Matic. Enfin, deux scoops (bouches d'aération) factices ornent le capot.

### Origine du nom
L'appellation « GTO », une idée de DeLorean, est inspirée par la Ferrari 250 GTO et signifie Gran Turismo Omologato en italien (« homologuée pour courir en grand tourisme »), en pleine contradiction avec le nouveau règlement de GM. Jim Wangers, responsable du budget de l’agence de publicité de Pontiac et coureur automobile, encourage fortement le projet. Ayant bien étudié les besoins de la jeune clientèle par rapport à la performance et au prix abordable des voitures intermédiaires, il sait que la GTO devrait avoir du succès (certaines sources attribuent d’ailleurs la paternité de la GTO à Wangers). Estes, DeLorean et Wangers ont caché leurs expérimentations à leurs supérieurs en prétendant développer une option pour le modèle LeMans, de classe supérieure à la Tempest. Avant même que la direction ne soit mise au courant il est déjà trop tard pour reculer. Sans être contre l’idée, les dirigeants de GM sont mécontents car la firme essayait de se donner une nouvelle image en se retirant de la course et la Tempest GTO illustre tout le contraire.
Le directeur des ventes de l’époque, Frank Bridges, faisant une estimation des ventes assez pessimiste, limite la production à 5 000 Tempest GTO pour l’année de production 1964. L’option GTO est un succès instantané dès les premières semaines, obligeant Pontiac à réviser ses chiffres. GM est un peu surpris par l’engouement, mais ne voulant pas mettre fin à un succès inattendu, abandonne finalement son nouveau règlement. Vers la fin de l’année du modèle 1964, 32 450 Tempest GTO ont vu le jour, soit plus de six fois l’évaluation de Bridges.

### Muscle car
Grâce à l’option GTO, une nouvelle gamme de voitures est née : les muscle cars. Le magazine Car Life, référence de l'époque, teste le modèle avec le moteur 6,4 L à carburation Tri-Power (3 carburateurs double-corps) produisant 348 ch et enregistre un spectaculaire 0-97 km/h en 4,6 secondes. Avec un ratio de 4,11:1, la vitesse maximale atteinte est de 183 km/h.
La réplique à ce succès inattendu ne se fait pas attendre longtemps avec des voitures telles que le Chevrolet Chevelle SS-396, Oldsmobile 442, Ford Fairlane GT, Mercury Cyclone GT, Plymouth Road Runner, Dodge Super Bee et le Charger Daytona. C’est pourquoi en 1969, la GTO « The Judge » (« Le Juge ») voit le jour, celle-ci deviendra un succès à son tour, rappelant l’origine du GTO.
L’ère des muscle cars prend fin au début des années 1970, presque aussi vite qu’elle est apparue, découragée par des coûts d’assurance montant en flèche, les soucis à propos de la sécurité routière, les réglementations de plus en plus strictes sur l’émission des polluants (Clean Air Act). Finalement, ce sont les pony cars, telle la Ford Mustang, qui réussiront à survivre, avec une carrosserie plus légère et une conduite plus agile.
En 1972, le GTO rejoint la liste des options du modèle LeMans et disparaît définitivement en 1974. Il cédera sa place à un véhicule plus économique à la suite de la crise du pétrole de 1973. Durant onze années, le GTO aura représenté la performance à prix abordable et s’est établi comme étant le premier muscle car de série.

## Seconde génération

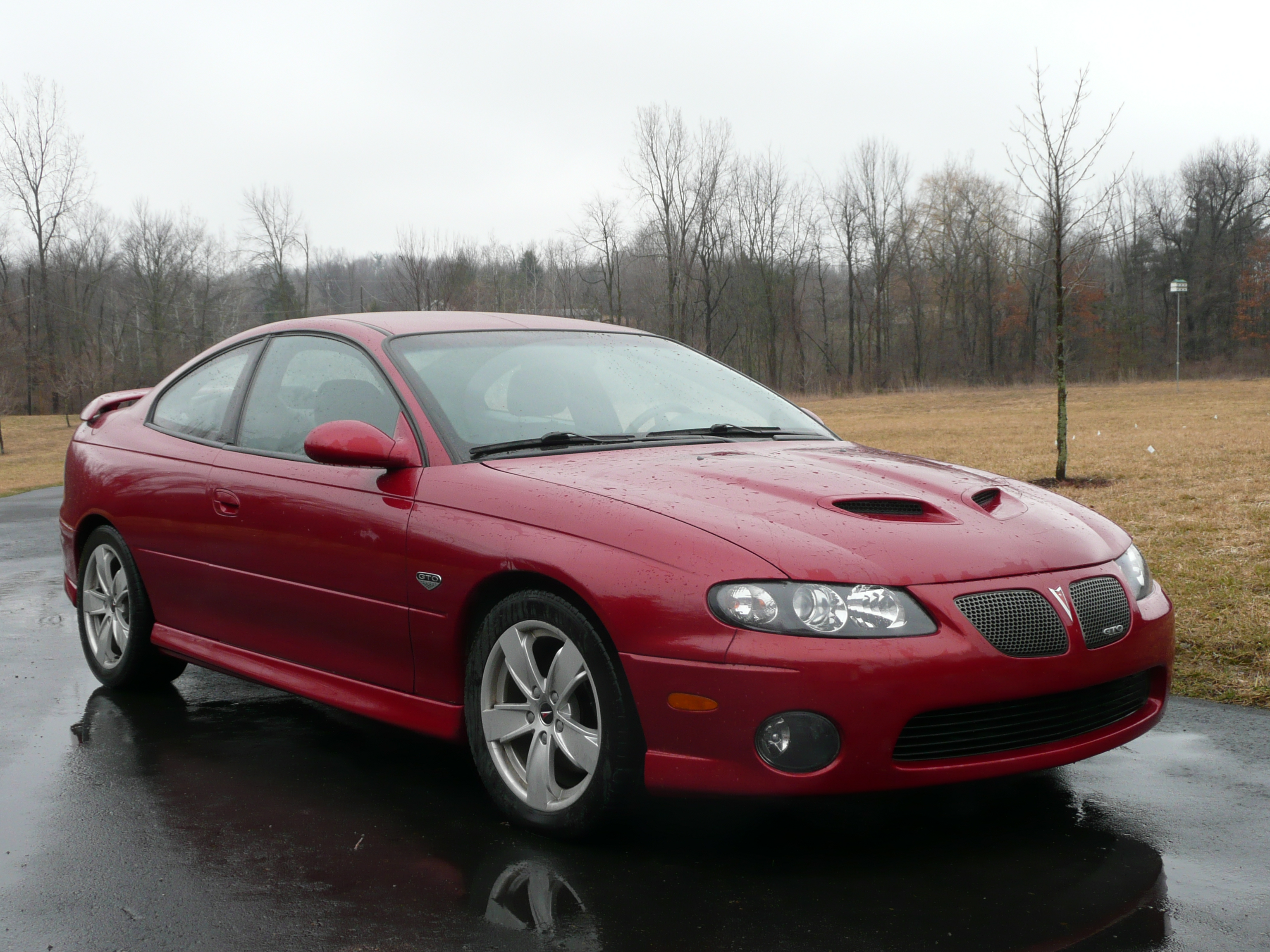
Pontiac GTO (2006)

La GTO importée d'Australie entre 2004 et 2006 était une version de la Holden Monaro.